# Manglisi
Manglisi (en georgiano: მანგლისი; en griego: Μπεντιάνι) es un asentamiento de tipo urbano de Georgia ubicado en el noroeste de la región de Baja Iberia, siendo parte del municipio de Tetritskaro. Manglisi fue uno de los primeros centros del cristianismo en Georgia, con su catedral medieval con origen en el siglo IV. 

## Toponimia
La etimología de Manglisi puede estar relacionada con el antiguo georgiano mangali, "hoz", derivado en última instancia del siríaco maggəlā. El erudito georgiano moderno Ketevan Kutateladze ha conjeturado que el nombre de la localidad, en el sentido de "una media luna", puede ser un reflejo del culto a la Luna, cuyo efecto persistió en el sistema de creencias religiosas de los georgianos hasta la era del cristianismo

## Geografía
Manglisi se encuentra en la ladera sur de la cordillera de Trialeti en el valle del río Algueti, 56 kilómetros al oeste de Tiflis, la capital de Georgia,

### Clima
Manglisi disfruta de un clima subtropical, con veranos cálidos (temperatura media en julio, 19 °C) e inviernos suaves (temperatura media en enero, -2 °C). La precipitación anual es de 700 mm. 

## Historia
A principios de la Edad del Bronce, el territorio de Manglisi formaba parte de una región más amplia, hogar de una cultura de los kurganes. A principios de la Edad Media, Manglisi y sus alrededores, estratégicamente ubicados en el curso del río Algueti, formaban una unidad territorial conocida como Manglis-jevi, "el valle de Manglisi".
La tradición histórica georgiana hace de Manglisi, junto con Mtsjeta y Erusheti, uno de los primeros establecimientos eclesiásticos en el reino de Iberia tras la conversión al cristianismo del rey Mirian III en los años 330. Según el historiador del siglo XI Leonti Mroveli, Manglisi fue el primer lugar que el obispo Juan de Iberia, al regresar de su misión en Constantinopla con un grupo de sacerdotes y albañiles bizantinos, eligió para construir una iglesia cristiana. Allí, continúa la crónica, dejó las reliquias traídas de Constantinopla como regalo del emperador Constantino el Grande, para decepción del rey Mirian que quería tener las reliquias en su capital, Mtsjeta. Manglisi se convirtió en sede del obispado homónimo bajo Vajtang I en el siglo V. El territorio diocesano de Manglisi cubría gran parte del valle de Algueti y, en ocasiones, se expandía más allá. La catedral de Manglisi también fue un lugar de peregrinación para los armenios vecinos hasta que el católicos Abraham de Armenia excomulgó a los georgianos tras un cisma eclesiástico entre los dos pueblos en 607 e instruyó a sus compatriotas a no ir en peregrinación a Mtsjeta y Manglisi. Manglisi fue desposeído de su reliquia, el reposapiés (suppedaneum) del Señor, por el emperador bizantino Heraclio, que pasó por Iberia durante su guerra con Irán en la década de 620.
El valle de Manglisi aparece en posesión de la familia Juansheriani, una rama de la antigua dinastía cosroida de Iberia, a mediados del siglo VIII, y luego de los Liparitids, cuyo único miembro Rati, contemporáneo de Bagrat III, el cronista georgiano describe que tuvo "la fortaleza de Ateni y todo Kartli al sur de Mtkuari, Trialeti, Manglis-khevi y Skvireti". A principios del siglo XI, la catedral de Manglisi, originalmente una tetraconcha, fue reconstruida y restaurada sustancialmente. En 1121, el campo de Didgori, no lejos de Manglisi, fue escenario de la victoria culminante del rey georgiano David IV sobre los turcos seliúcidas. Después de una serie de invasiones extranjeras, más aún después de las campañas de Tamerlán, el valle de Manglisi entró en declive gradual. En la década de 1770, figuraba entre las eparquías vacías de la iglesia georgiana. La catedral abandonada seguía en pie allí, sin que los intrusos musulmanes de Georgia la perturbaran porque, como afirma el historiador del siglo XVIII, el príncipe Vajushti, pensaron que uno de los frescos de la iglesia representaba a Mahoma sentado sobre un león. El fresco es, de hecho, una imagen de San Mamés de Capadocia.
Tras la llegada del dominio ruso a Georgia, la despoblada aldea de Manglisi (en ruso: Манглис, romanizado: Manglis) fue elegida, en 1823, por el general Alekséi Yermólov como cuartel general de uno de los regimientos bajo su mando. En esta ocasión, las autoridades rusas también habían trasladado a algunas familias civiles de los distritos vecinos. A principios de la década de 1850, Manglisi era una colonia rusa relativamente bien organizada. La antigua catedral también fue restaurada entre 1851 y 1857. La población, con una abrumadora mayoría eslava, ascendía a 3.000 en 1892. A principios de la década de 1890, Manglisi también había adquirido el estatus de ciudad balneario, donde la gente de Tiflis podía escapar del calor del verano de la ciudad.
Durante la época soviética, Manglisi siguió funcionando como balneario y sus sanatorios prestaban servicios a personas con enfermedades respiratorias. En 1924, la aerolínea estatal Zakavia organizó una línea de corta duración Tiflis-Manglisi para atender los intereses turísticos locales. El 29 de agosto de 1924, los insurgentes antisoviéticos dirigidos por Kakutsa Cholokashvili asaltaron, sin éxito, el cuartel del Ejército Rojo en Manglisi. En 1926, el asentamiento recibió el estatus de daba (asentamiento de tipo urbano).

## Demografía
La evolución demográfica de Manglisi entre 1926 y 2021 fue la siguiente:
| 2883                                            | 3528 | 4333 | 3757 | 3797 | 4013 | 2752 | 1441 | 1698 |
| (Fuente: Population of Georgia in Soviet times) |      |      |      |      |      |      |      |      |

Según el censo de 2014, los georgianos en Manglisi constituían el 88%, los armenios el 5%, los rusos el 4% y los griegos el 1%.

## Economía
Manglisi también funciona como un centro turístico de montaña.

## Infraestructura

### Transporte
Manglisi está en la carretera Tiflis-Tsalka.

## Personas ilustres
- Leonid Pavlov (1909-1990): arquitecto ruso soviético que primero preconizó el realismo socialista y luego se acercó más a la arquitectura moderna.

## Galería

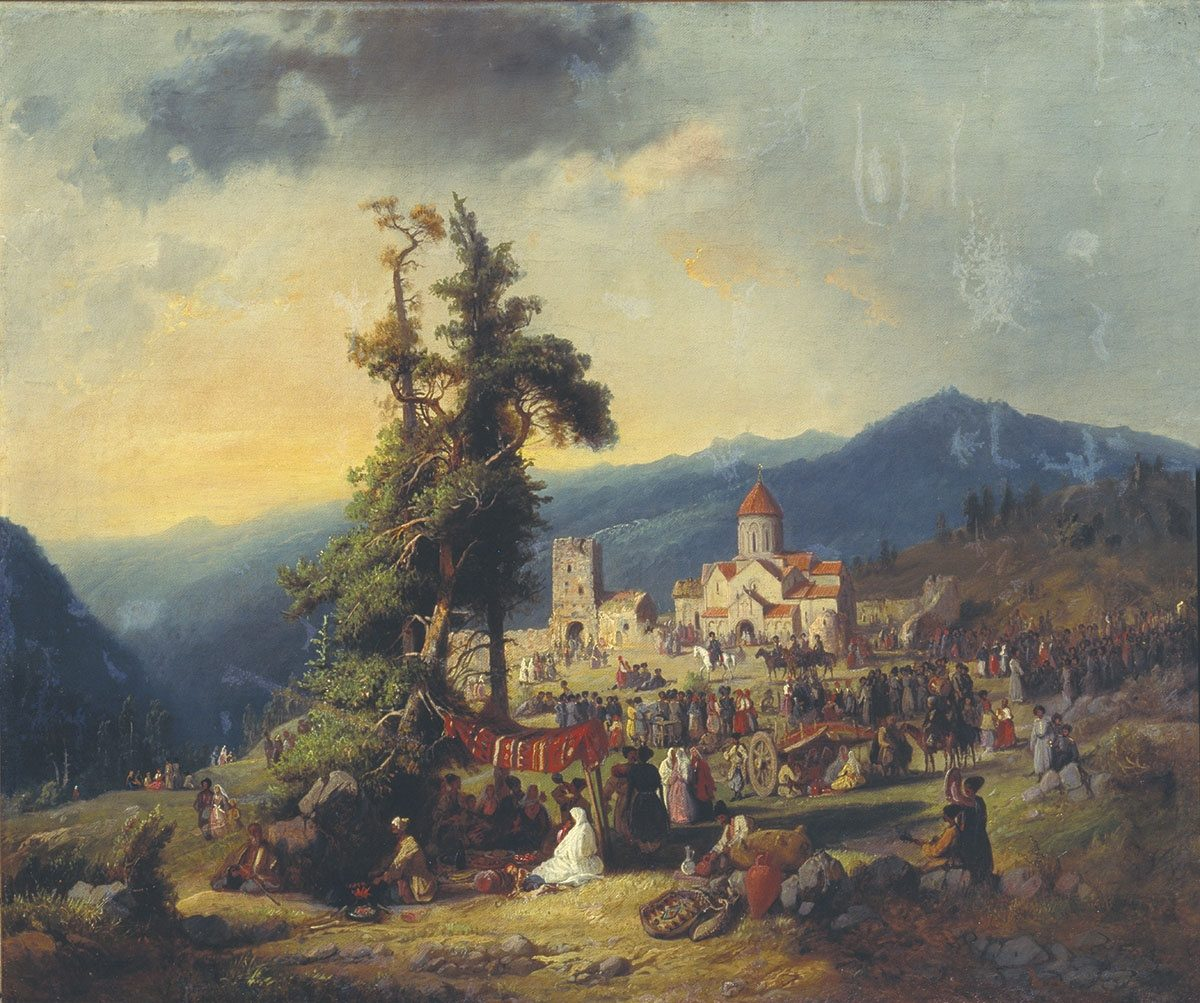
Festival religioso en Manglisi, por K. Filippov (1871)
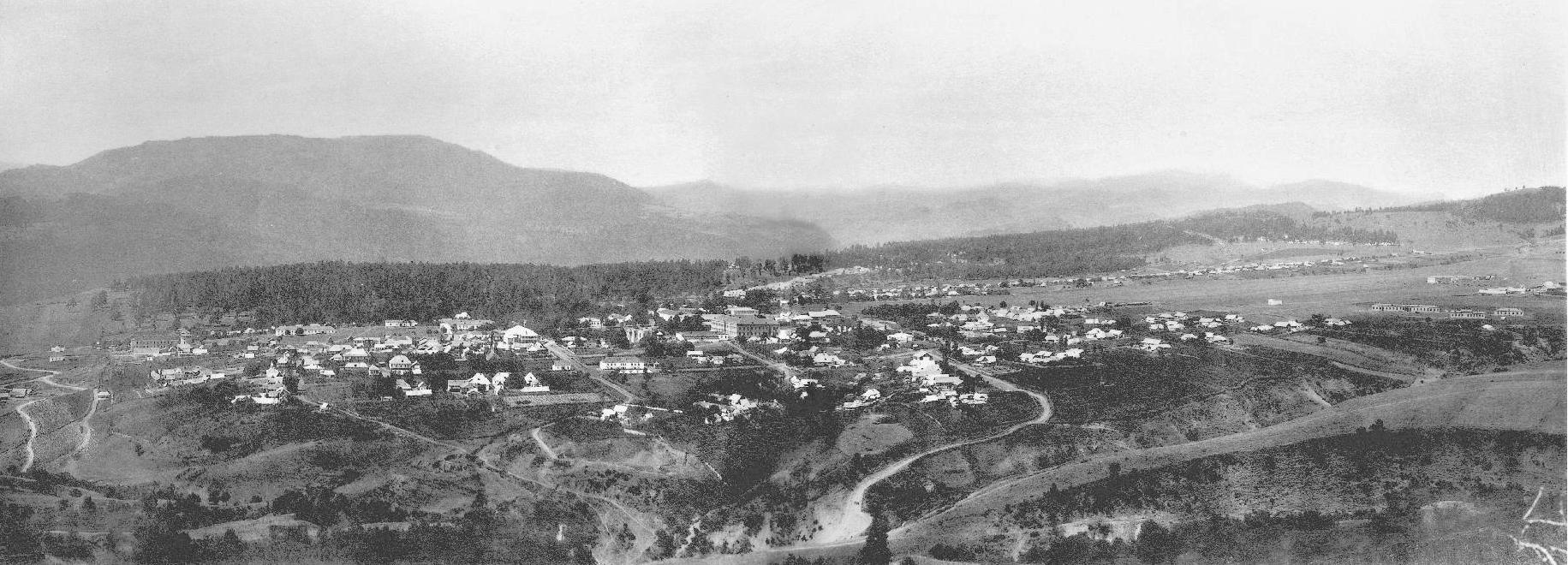
Manglisi en 1891
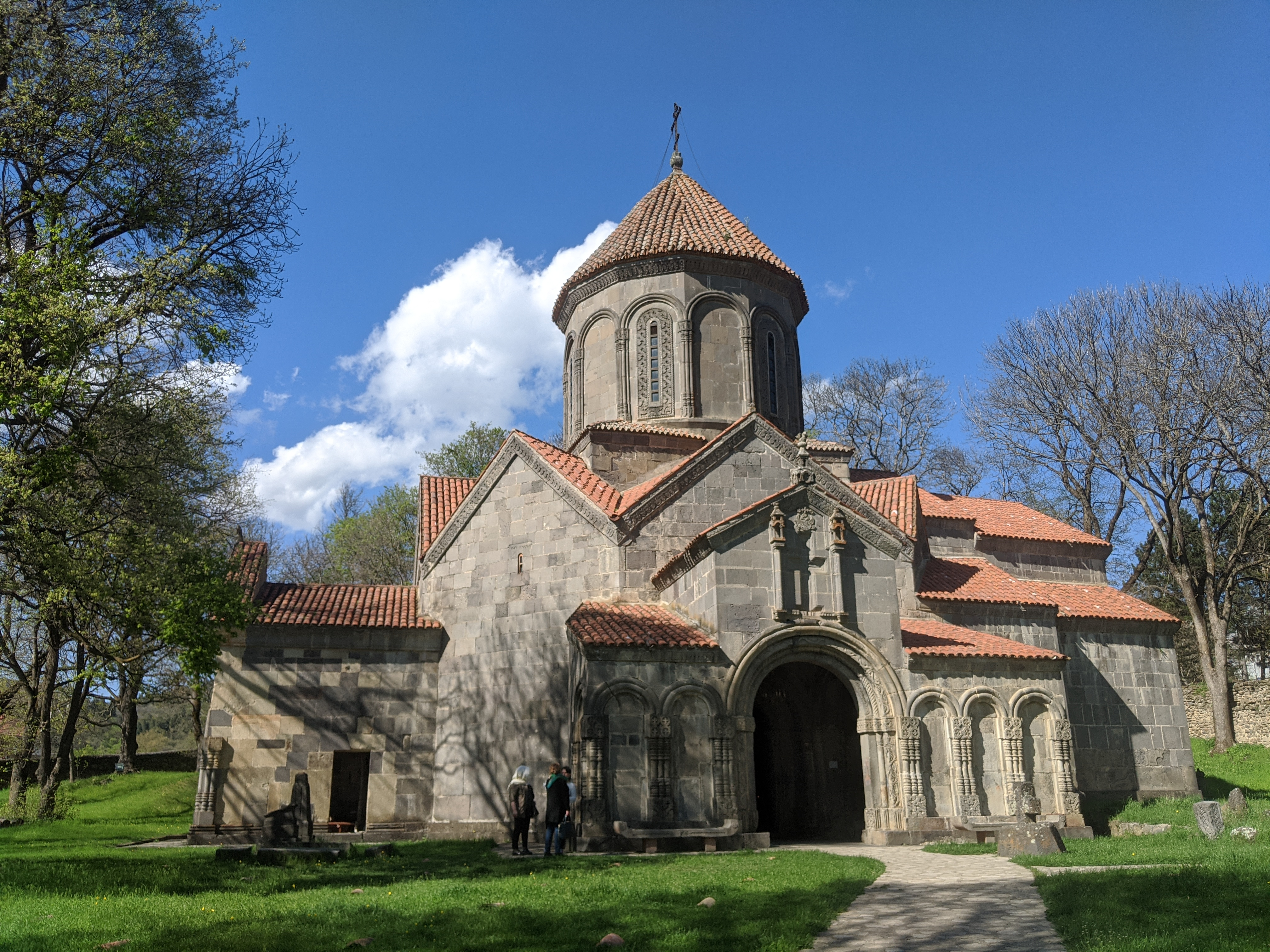
Catedral de Manglisi